# Hospital Frimley Park
El Hospital Frimley Park es un gran hospital general de 750 camas en Frimley, Surrey. Es gestionado por Frimley Health NHS Foundation Trust.

## Historia
El Hospital Frimley Park abrió para proveer de un gran número de servicios las área de Hampshire y Surrey en 1974. Después de que el Hospital Militar Cambridge de Aldershot cerrara en 1996, el hospital fue seleccionado por el Ministro de Defensa del Reino Unido para albergar una de las Unidades del Ministerio de Defensa.

## Pacientes famosos

### Nacimientos notables
Realeza
- Luisa Mountbatten-Windsor[3] (nacida en 2003) –  hija de Eduardo de Edimburgo y Sofía de Edimburgo
- Jacobo Mountbatten-Windsor[4] (nacido en 2007) –  hijo de Eduardo de Edimburgo y Sofía de Edimburgo

Otros nacimientos
- Jonny Wilkinson[5] (nacido en 1979) –  ganador de la Rugby Union World Cup
- Boo y Walt Evans[6] (nacidos en 2018) –  Gemelos de Chris Evans

### Fallecimientos notables
- Derrick De Marney,[7] Actor (fallecido en el hospital en 1978)
- Arthur English,[8] Actor (fallecido en el hospital en 1995)